# Aero HC-2 Heli Baby
Aero HC-2 Heli Baby — легкий багатоцільовий вертоліт, створений в Чехословаччині, на заводі Aero Vodochody. Перший політ здійснив 3 грудня 1954 року. Єдиний вертоліт в історії Чехословаччини, що вироблявся серійно. Всього було виготовлено 38 машин, з них 17 в модифікації HC-2 (включно з двома прототипами) і 21 в модифікації HC-102.
27 червня 1957 року один з прототипів цієї машини встановив світовий рекорд швидкості, 120,172 км/год, на замкнутому стокілометровому маршруті для гелікоптерів масою до 500 кілограм.

## Історія

### HC-2
Досвід набутий чехословацькими інженерами при роботі з прототипом гелікоптера Praga XE-II, був застосований конструкторською групою Ярослав Шлехти, при створенні проєкту HC-2 Heli Baby. На відміну від свого попередника, нова машина вже була не просто експериментальним стендом, а створювалася з метою впровадження в серійне виробництво. Будівництво прототипу HC-2 було розпочато в 1951 році в дослідних майстернях Aero Vodochody. Проте під час холодної війни, основні зусилля авіаційної галузі промисловості були зосереджені на військових проєктах, тому створення маленького навчального гелікоптера швидко було відсунуто на другий план, через що скоротилося його фінансування і значно збільшилися терміни розробки.
Перший «прив'язаний» політ прототипу відбувся 3 березня 1954 року. А перший повноцінний політ 3 грудня 1954 року. Перші польоти здійснювалися з дволопатевим несучим гвинтом, діаметр якого складав 9,2 метри, ця конструкція носила назву HC-2A і відзначалася значними вібраціями, згодом несучий гвинт замінили на трилопатевий меншого діаметру. Другий прототип піднявся в повітря 13 серпня 1955 року. Сертифікат льотної придатності машина отримала 19 серпня 1958 року, проте цього ж року перші Мі-1 вже надійшли на озброєння повітряних сил Чехословаччини. Радянські машини перевершували Heli Baby за всіма показниками, і це призвело до різкого скорочення замовлення чехословацького гелікоптера. Всього в модифікації HC-2 було виготовлено 17 машин  (2 прототипи і 15 серійних).
27 червня 1959, пілот Рудольф Душон, встановив на Heli Baby світовий рекорд швидкості — 120,182 км/год, в польоті замкнутим 100-кілометровим маршрутом, для гелікоптерів масою до 500 кілограм. Рекордний політ було виконано на максимально полегшеному екземплярі гелікоптера, з обмеженим запасом палива, щоби вкластися у вимоги стандарту FAI E-1A. Цей рекорд протримався 23 роки і лише 1982 року був перевершений американським гелікоптером Robinson R22.

### HC-102
У спробі врятувати проєкт, конструкторська група заводу Moravan, n. p., під керівництвом Яна Мікули, внесли зміни в конструкцію, представивши 1961 року нову модифікацію — HC-102. Основною відмінністю стало застосування на машині, нового, значно потужнішого двигуна Avia M-110H. Крім цього було вертоліт оснастили бортовою радіостанцією і переговорним пристроєм, ручний стартер замінили на електричний і розмістили в передній частині кабіни акумуляторну батарею Проте навіть після оновлення вертоліт не витримував конкуренції з боку радянських машин. Всього в модифікації HC-102 було виготовлено 21 вертоліт, більшість з яких потрапили до аероклубів Свазарму, де використовувались, як навчальні для підготовки пілотів.
1963 року відбулася остання спроба врятувати проєкт, пропонувалося оснастити вертоліт форсованим двигуном Avia M-110H, який розвивав потужність до 140 к. с., також розглядалась можливість використання компресорного варіанту двигуна М-110ХК, але в підсумку вся ці пропозиції залишилася лише на папері.

## Загальний опис

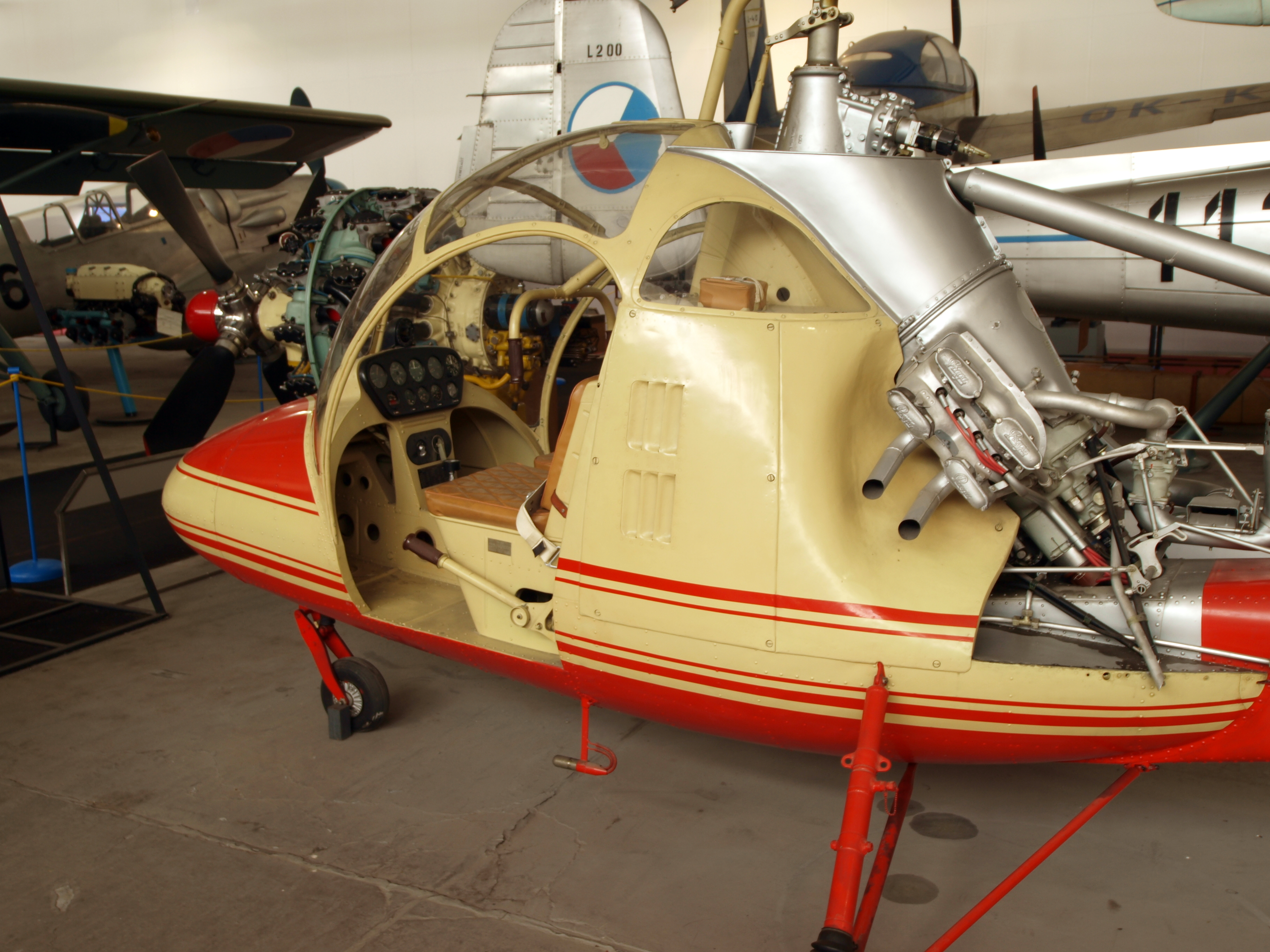
Aero HC-2 в музеї авіації Кбелі, можна розгледіти панель приладів і специфічний важіль для управління кутами тангажу і крену

Легкий двомісний вертоліт, класичної схеми, з одним несучим і одним кермовим гвинтом. Основу фюзеляжу складала коробчаста балка, на яку спиралися всі агрегати, кабіна пілотів і шасі. Кабіна виготовлена з пластику з боків відкрита, без дверцят, засклений дах і велика площа бокового засклення забезпечувала відмінну оглядовість. Двигун було встановлено похило, під кутом 45°, позаду кабіни пілотів. Моторний відсік як такий був фактично відсутній, двигун знаходився ззовні вертольота і був нічим не прикрий. Шасі триопорне з носовим колесом. Несучий гвинт трилопатевий, діаметром 8,8 метрів. Кермовий гвинт дволопатевий діаметром 1,4 метри. Матеріал лопатей обох гвинтів — дерево з обшивкою зі скловолокна. Для захисту заднього кермового гвинта від контакту з землею, на хвостовій балці встановлено милицю, яка обмежує нахил хвоста вниз, в безпосередній близькості до поверхні.
Гелікоптер мав нетрадиційну систему керування кутами тангажу і крену, яка була запатентована творцями цієї машини. Основою цієї системи був масивний роздвоєний важіль, який через отвір в даху гелікоптера виходив нагору, де безпосередньо був прикріплений до елементів автомата перекосу.

### Основні характеристики
|                          | HC-2                  | HC-102                |
| ------------------------ | --------------------- | --------------------- |
| Екіпаж:                  | 1+1 (пілот + пасажир) | 1+1 (пілот + пасажир) |
| Довжина:                 | 8,25 м                | 8,25 м                |
| Висота:                  | 2,57 м                | 2,57 м                |
| Ширина:                  | 2,09 м                | 2,09 м                |
| Вага порожнього:         | 370 кг                | 450 кг                |
| Максимальна злітна вага: | 585 кг                | 680 кг                |
| Двигун:                  | Praga DH              | Avia M-110H           |
| Несучий гвинт:           | 8,8 м (3-лопатевий)   | 8,8 м (3-лопатевий)   |
| Кермовий гвинт:          | 1,4 м (2-лопатевий)   | 1,4 м (2-лопатевий)   |

### Льотні характеристики
|                        | HC-2       | HC-102     |
| ---------------------- | ---------- | ---------- |
| Максимальна швидкість: | 120 км/год | 120 км/год |
| Крейсерська швидкість: | 100 км/год | 100 км/год |
| Практична стеля:       | 3030 м     | 2750 м     |
| Швидкопідйомність:     | 3,4 м/с    | 3,4 м/с    |
| Дальність польоту:     | 150 км     | 175 км     |

### Двигуни
Початково вертоліт проєктувався під горизонтально-опозитний, чотирициліндровий двигун Praga DH, з цим двигуном були побудовані прототипи і перша серійна модифікація HC-2. Згодом на модифікації HC-102, було використано більш новий і потужний Avia M-110H.

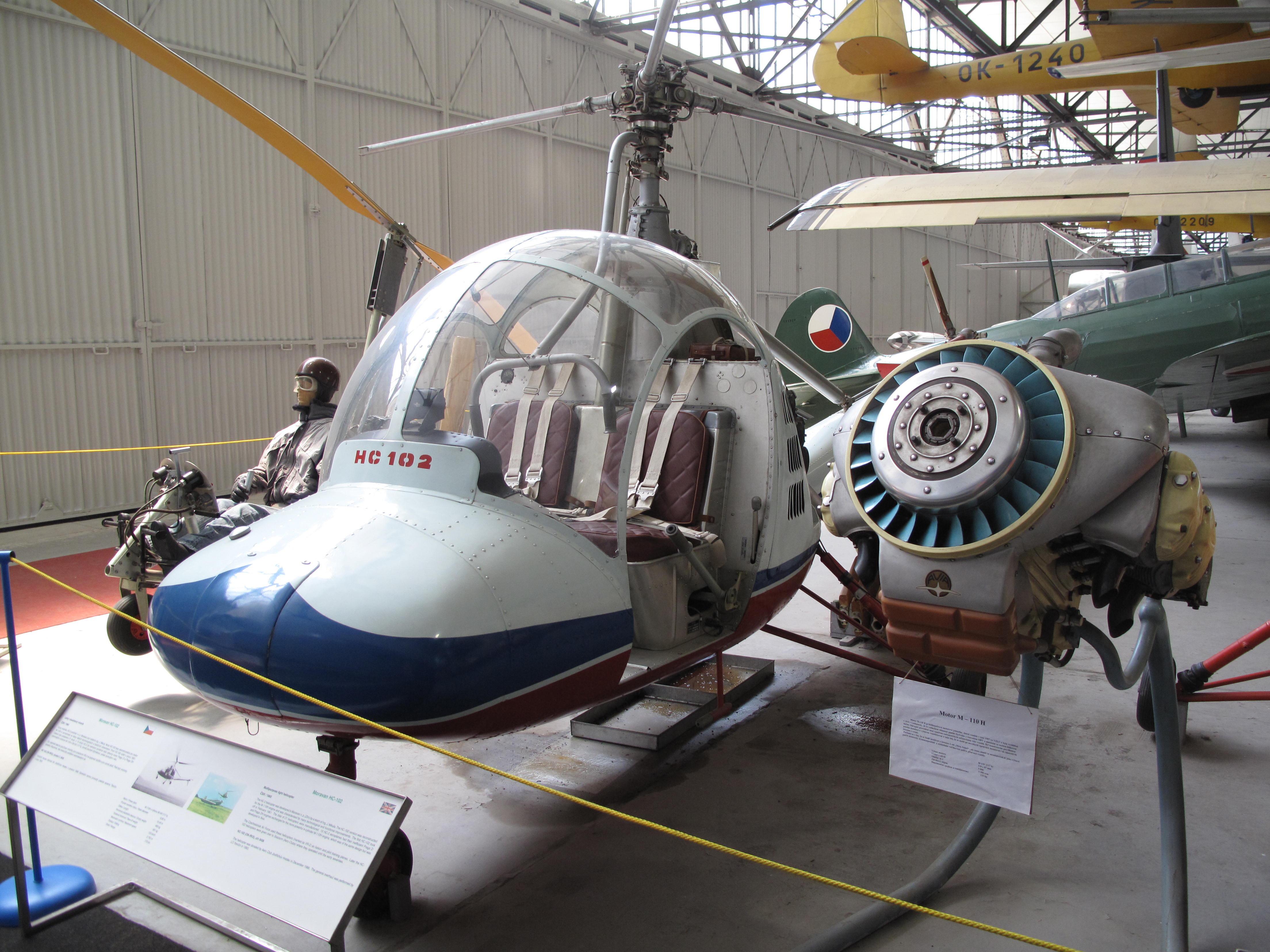
Aero HC-102 і поруч з ним його двигун Avia M-110H в музеї авіації Кбелі

|                         | Praga DH                                | Avia M-110H                                |
| ----------------------- | --------------------------------------- | ------------------------------------------ |
| Фізичні параметри       |                                         |                                            |
| Діаметр циліндра:       | 95 мм                                   | 110 мм                                     |
| Хід поршня:             | 100 мм                                  | 87 мм                                      |
| Кількість циліндрів:    | 4                                       | 4                                          |
| Робочий об'єм:          | 2,84 л                                  | 3,31 л                                     |
| Висота                  | 546 мм                                  | 820 мм                                     |
| Ширина                  | 810 мм                                  | 774 мм                                     |
| Довжина                 | 894 мм                                  | 800 мм                                     |
| Вага двигуна:           | 67 кг                                   | 134 кг                                     |
| Технічні характеристики |                                         |                                            |
| Компресія:              | 6:1                                     | 7:1                                        |
| Номінальна потужність:  | 62 к.с. при 2420 об/хв                  | 95 к.с. при 2650 об/хв                     |
| Максимальна потужність: | 75 к.с. при 2650 об/хв                  | 105 к.с. при 2800 об/хв                    |
| Питома витрата палива:  | 0,235 кг/(к.с.·год)                     | 0,230 кг/(к.с.·год)                        |
| Рекомендоване паливо:   | авіаційний бензин з октановим числом 72 | авіаційний бензин з октановим числом 72-80 |

## В культурі
Перший прототип HC-2, став однією з основних цікавинок чехословацького дитячого пригодницького фільму «Канікули у хмарах» (чеськ. Prázdniny v oblacích), знятого режисером Яном Валашеком, 1959 року. Для зйомок у фільмі гелікоптер отримав унікальну, яскраву червоно-кремову ліврею, в якій його й зараз можна побачити в експозиції музею Кбелі.
Також Heli Baby можна помітити в декількох епізодах серіалу «Літаючий дельфін» (чеськ. Letící delfín) знятого наприкінці 80-х років. А ще образ цього вертольоту широко застосовується в авіамодельній і сувенірній продукції.